# Colonización italiana de América
La colonización italiana de América fue parecida a la alemana y estuvo relacionada con la tentativa colonizadora de un gran duque de Toscana en 1608 en el norte de Brasil. Hubo también una colonización en las Antillas, donde los "Hospitarios" de Malta (entonces bajo el dominio del Reino de Sicilia) colonizaron por 14 años varias islas.

## Historia
Los padres del descubrimiento de América Cristóbal Colón o Américo Vespucio son de origen italiano. Como italiano era Antonio Pigafetta, cronista de la primera circunnavegación de Magallanes-Elcano.
Al servicio del imperio español trabajaron los ingenieros militares Juan Bautista Antonelli o Tiburzio Spannocchi. Hasta la llegada del barroco, la cultura italiana determinó la cultura colonial española, por medio de figuras como Juan Pablos, introductor de la imprenta o Gutierre de Cetina y Enrique Garcés, quienes difundieron la lírica italiana de Petrarca en América. Diego Mexía de Fernangil reflejó la impronta de Dante en Hispanoamérica. La Araucana se encuentra influenciada por Orlando furioso y la cultura italiana fue determinante en la formación y obra del Inca Garcilaso. Asimismo, Jerusalén liberada de Tasso supuso un modelo para la obra de Bernardo de Balbuena y Diego de Hojeda, y Tasso fue también determinante en la obra de Pedro de Oña.
|                                                                        |
| Orlando Furioso, cultura italiana que se puede observar en La Araucana |

|                                                                                    |
| Jerusalén liberada, obra que influenció la producción literaria en Hispanoamérica. |

|                                             |
| Fuerte de San Lorenzo de Bautista Antonelli |

|                                             |
| Cristóbal Colón, Metropolitan Museum of Art |

En cuanto al comercio dentro del imperio español, a partir de 1543 la Casa de Contratación de Sevilla contó con la colaboración del gremio de comerciantes Cargadores a Indias con una mayoría de comerciantes italianos, portugueses y flamencos.
Además, se puede señalar a los exploradores de Juan Caboto, al servicio de Inglaterra, y a Giovanni da Verrazzano al servicio de Francia.

## Tentativa en Guyana francesa y Brasil
El gran duque Fernando I de Médici hizo la única tentativa italiana de crear colonias en América. Para este objetivo el gran duque organizó en 1608 una expedición hacia el norte de Brasil, bajo el mando del capitán inglés Robert Thornton y con la supervisión de Robert Dudley. La razón principal era desarrollar el comercio de madera preciosa desde el Amazonas hacia la Italia del Renacimiento, creando una base colonial entre las posesiones españolas y portuguesas en el norte atlántico de Sudamérica.

Nei primi anni del Seicento Ferdinando I di Toscana valuta la possibilità di una colonia brasiliana.(En los primeros años del siglo XVII Fernando I de Toscana considera la posibilidad de hacer una colonia en Brasil.)

Desafortunadamente Thornton, a su regreso del viaje preparativo en 1609 (había estado en el Amazonas), encontró muerto Fernando I y todo proyecto quedó anulado por el sucesor Cosimo II. 

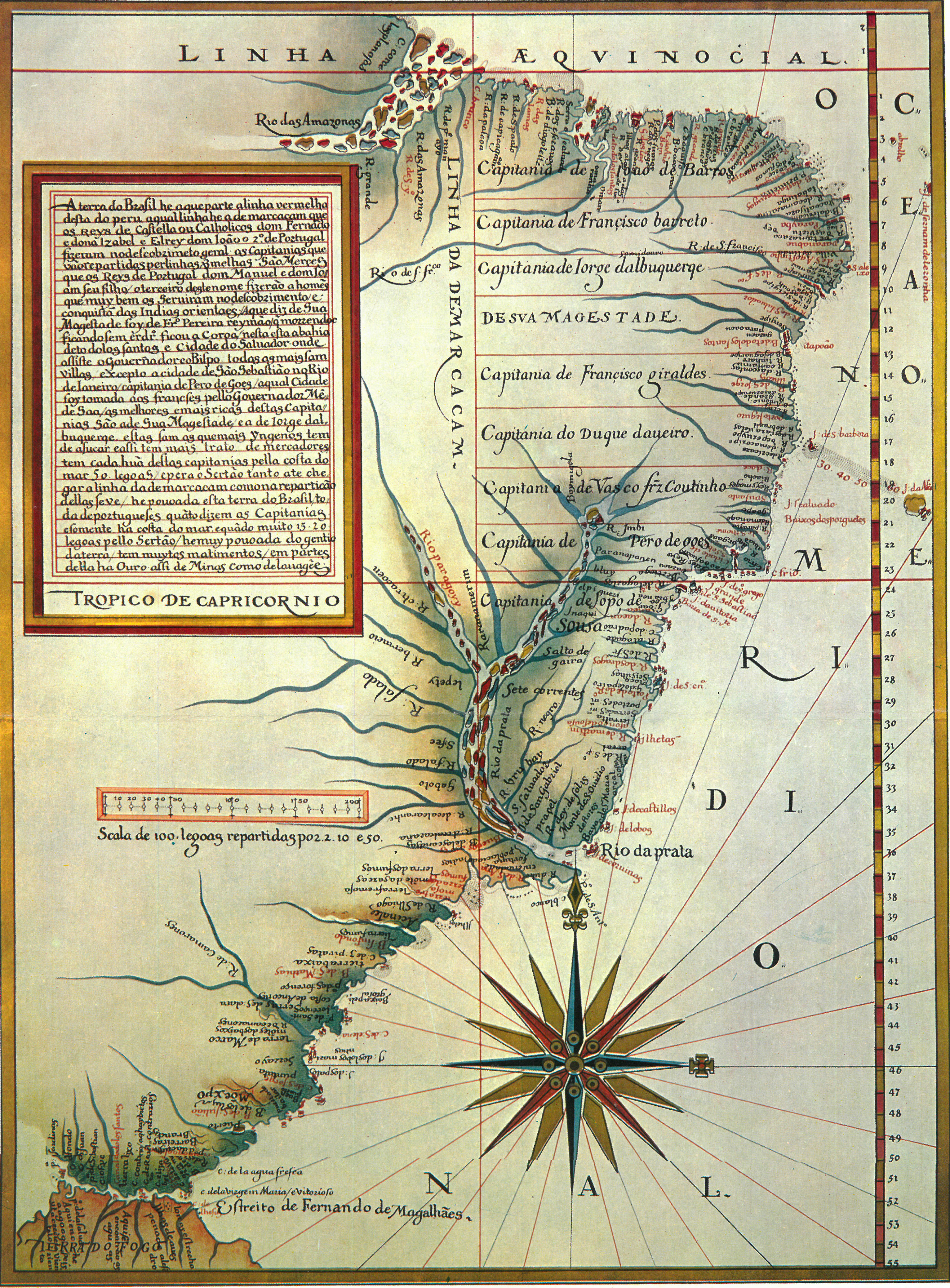
Ferdinando I di Toscana quiso colonizar un pequeño territorio al norte del delta del Río Amazonas, entre las posesiones españolas y portuguesas (mapa de 1574).

El galeón Santa Lucia usado por Robert Thormpton regresó con mucha información y material después de haber hecho escala en Trinidad y estaba listo para regresar a Sudamérica con colonos originarios de Livorno y Lucca.
Thornton, en su viaje de casi un año, estudió también la posibilidad de crear una pequeña colonia comercial en Guyana o en el Amazonas de Brasil, explorando los ríos Amazonas y el Orinoco. El territorio que quería proponer a Fernando I para colonizar era el de la actual Guyana francesa, alrededor de Cayena (que después fue colonizado por los franceses en 1630).

## Hospitalarios en Antillas
Los Hospitalarios de Malta estuvieron nominalmente en la isla de Malta bajo el mando del Reino de Nápoles. Los Hospitalarios tuvieron control de unas islas del Caribe por algunos años.
El italiano Giovanni Paolo Lascaris, un Gran Maestro de los Hospitalarios, en 1651 compró la isla de Saint-Christophe, junto con las pequeñas islas Saint Croix, Saint Barthélemy y Saint Martin. Pero a su muerte -algunos años después- fueron revendidas a Francia.

## Colonias italianas modernas
Sucesivamente, a partir de las primeras décadas del siglo XIX, hubo "colonias" de italianos en muchas naciones latinoamericanas, aunque nunca fueron controladas directamente por autoridades italianas como posesiones coloniales. 
La primera "colonia" de este tipo fue intentada por el italo-venezolano Luigi Castelli, que en 1841 quiso crear una comunidad colonial de toscanos y piemonteses en Venezuela para favorecer la agricultura local. Desafortunadamente el barco naufragó en el Mediterráneo.
Varias de estas "colonias" italianas fueron creadas en la segunda mitad del siglo XIX especialmente en Uruguay, Argentina, Chile, México, Perú, Colombia, Ecuador y en la Región Sur de Brasil. En muchas de estas comunidades italianas todavía se habla el italiano (o sus dialectos), como por ejemplo en Rafaela de Argentina, Capitán Pastene de Chile, en Chipilo de México o en Nova Veneza del estado Santa Catarina (donde se utiliza el Talian brasileño).
Hoy por hoy, gracias a esta colonización italiana, en Argentina y Uruguay gran parte de la población desciende de italianos, siendo, porcentualmente, las mayores colonias italianas del mundo.[cita requerida] Según los datos oficiales de Ministerio de Asuntos Exteriores en Venezuela residen 124.133 italianos nacidos en Italia. Con esta cifra, Venezuela posee la tercera comunidad italiana más grande de Iberoamérica, después de Brasil y Argentina; sin embargo, los descendientes de italianos nacidos en Venezuela, son de alrededor de 2 millones de venezolanos descendientes de italianos.
Hay que precisar que ninguna de estas "colonias" estuvo relacionada con las verdaderas colonias del Imperio italiano.